# Assemblea nacional (1871)
L'assemblea nacional elegida el 8 de febrer de 1871 és la primera assemblea electa de la Tercera República a França. Els governs que se'n deriven lideren el país des del 19 de febrer de 1871 al 31 de desembre de 1875. Estava composta de 768 representants, dels quals 15 corresponents als territoris d'ultramar.

## Orígens
A les condicions de l'armistici franco-alemany signat el 26 de gener de 1871 a Versalles per Jules Favre en nom del Govern de la Defensa nacional, és preveu la convocatòria d'una assemblea nacional, l'única capaç de ratificar un tractat de pau entre la França vençuda i el guanyador de la guerra francoprussiana, el nou Imperi alemany.
La campanya electoral va ser curta (poc més de 10 dies). Als 43 departaments ocupats per les tropes alemanyes les reunions electorals eren impossibles. Prop de 500 000 soldats eren presoners dels alemanys o bé es trobaven internats a Bèlgica i a Suïssa on s'havien refugiat al final dels combats, i no podien votar. Les diferents opinions no podien confrontar-se sobre els dos principals aspectes de la consulta: la pau i el futur de la República proclamada a París el 4 de setembre de 1870.
El líder republicà, Léon Gambetta va obtenir del Govern de la Defensa nacional un decret sobre la prohibició de presentar-se com a càrrec electe per aquelles personalitats que havien col·laborat amb la política del Segon Imperi i per als membres de les famílies regnant a França. Així es buscava excloure els bonapartistes i els reialistes (légitimistes i orléanistes) i assegurar el futur de la nova República. El decret, finalment, va ser anul·lat. El personal polític dels règims precedents va poder, per tant, participar-hi i Gambetta va dimitir el 6 de febrer.

## Els representants
Hi havia 768 seients a escollir, però moltes personalitats van sortir elegides en diversos departaments (Adolphe Thiers a 26 departaments, Léon Gambetta a 10). Finalment van quedar elegits 675 representants. Unes noves eleccions s'havien de realitzar ràpidament, però l'esclat de la Comuna de París va posposar-les fins al mes de juliol. Prop de 400 diputats, sobretot escollits en districtes provincials i que seran anomenats «Rurals», eren partidaris de la pau per evitar l'ocupació enemiga i permetre la tornada dels soldats presoners. En la seva majoria, eren d'opinions monàrquiques i molt desfavorables al París revoltat. També van ser escollits més de 200 republicans de diverses tendències i 30 bonapartistes.
Els departaments de l'est que es trobaven ocupats i amenaçats d'annexió per Alemanya no són favorables a una pau que suposi la pèrdua dels territoris. La ciutat de París va votat per candidats republicans. Dels 43 diputats escollits per la capital tan sols 6, un dels quals Adolphe Thiers, són pròxims als conservadors. Hi ha quatre socialistes revolucionaris que han estat presentats pel Comitè central republicà dels Vint districtes i l'Associació internacional dels treballadors. Els altres són republicans com Louis Blanc, Georges Clemenceau, Henri Rochefort… Giuseppe Garibaldi fou elegit però l'Assemblea el declara inelegible ja que era estranger. Victor Hugo, ell mateix electe, dimiteix per protestar contra aquesta decisió.

## Primeres decisions

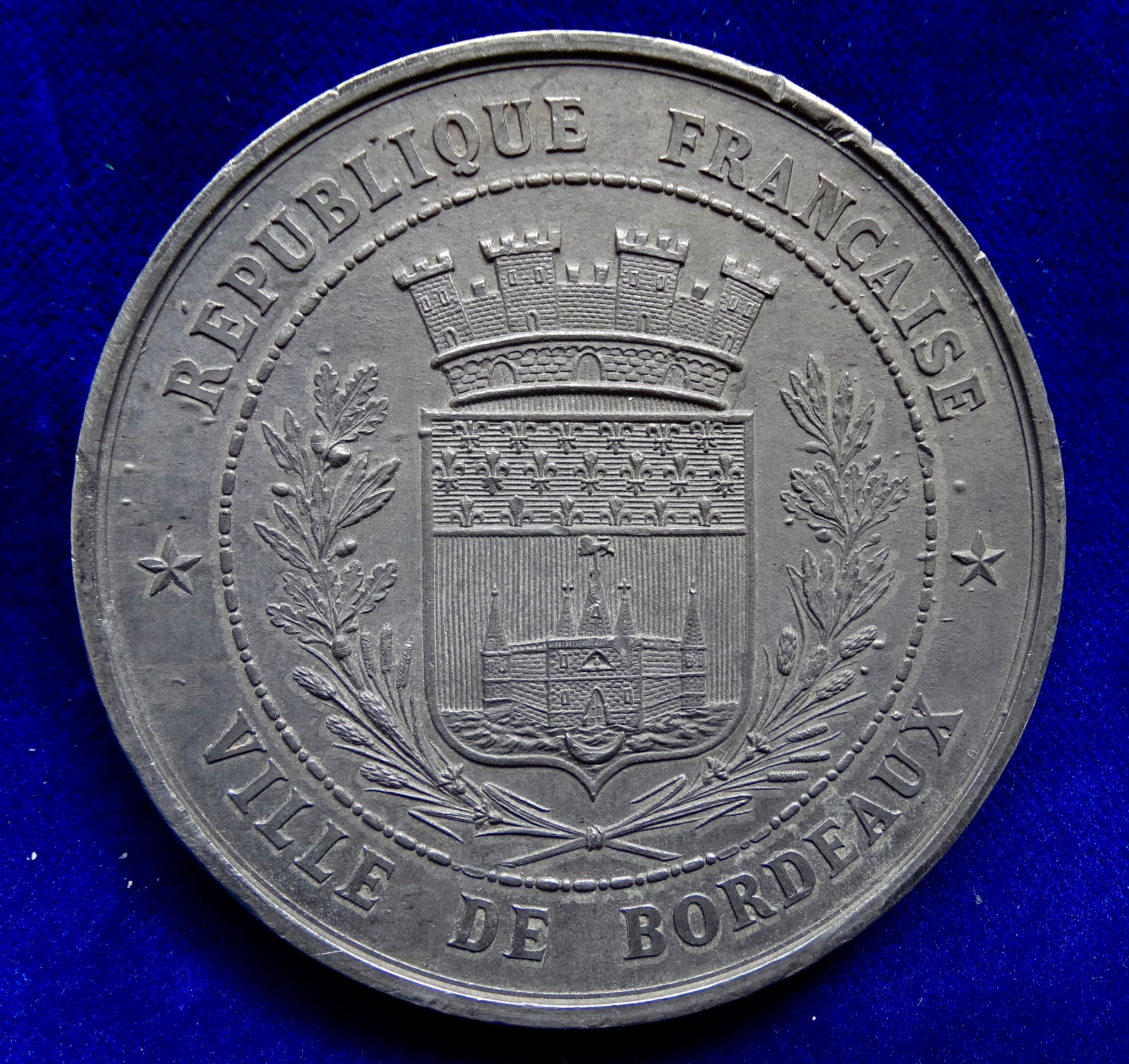
Referència numismàtica de les primeres decisions de l'assemblea nacional a Bordeus 1871, anvers.

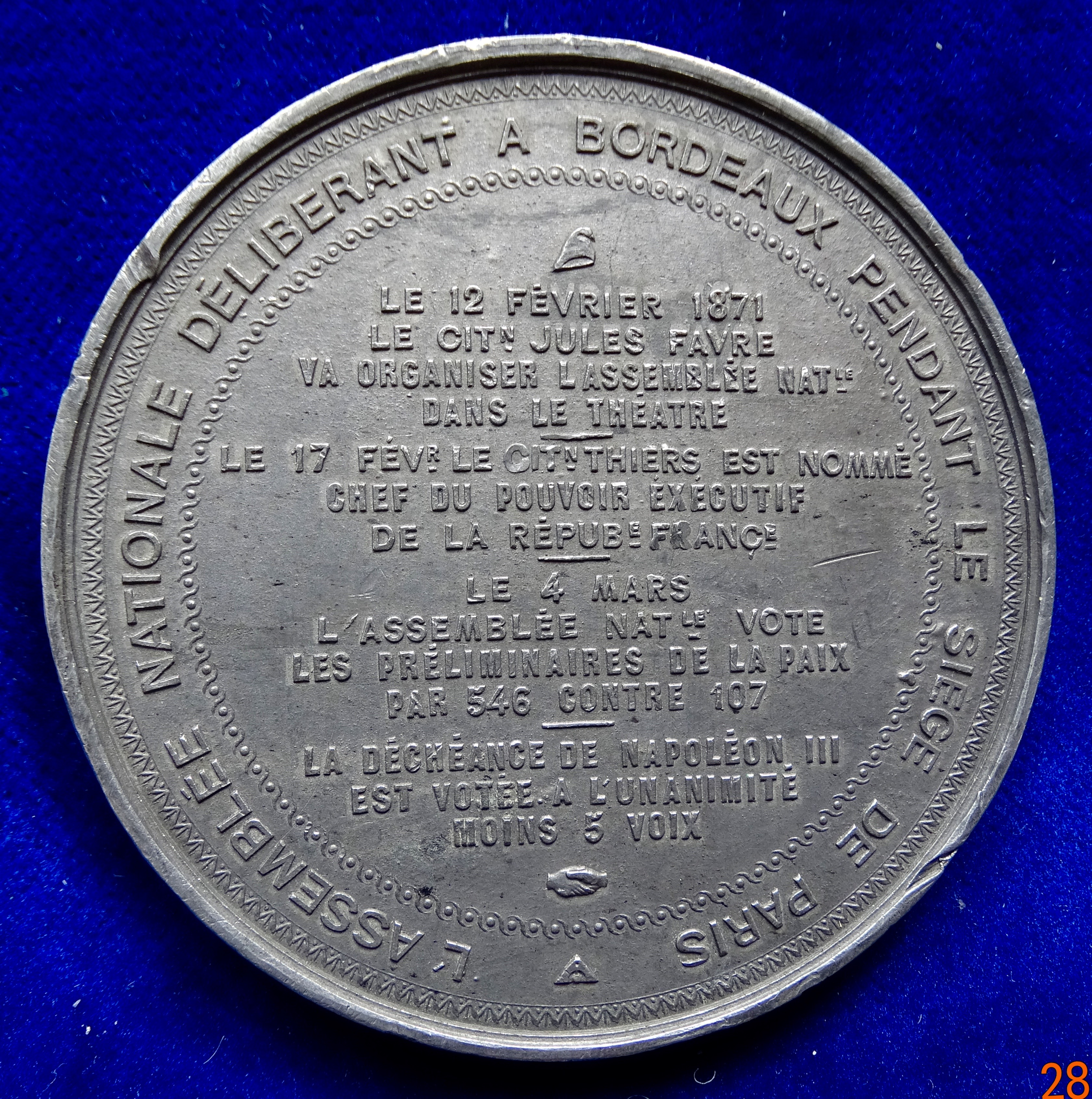
Referència numismàtica de les primeres decisions de l'assemblea nacional a Bordeus 1871, revers

L'Assemblea tenia dues prioritats: concloure la pau amb els alemanys i sotmetre París. París estava assetjada, així l'Assemblea es decideix reunir a Bordeus, al Grand Teatre, el 13 de febrer de 1871. El dia 15, suprimeix el salari de la Guàrdia nacional, privant diversos centenars de milers de parisencs d'ingressos segurs. El dia 16, confia el poder executiu a Adolphe Thiers, tot «esperant que es decideixi sobre les institucions de França»: no és gens clar que la República sigui el règim del futur. Jules Grévy és elegit president de l'Assemblea. El dia 17, els diputats escollits per Alsàcia i Lorena protesten, en va, contra l'abandó programat d'aquestes regions als alemanys. El 19 de febrer, Thiers obté la investidura del nou govern i es trasllada a Versalles per negociar amb Bismarck les condicions de la pau. El 4 de març, l'Assemblea ratifica el tractat preliminar de pau (546 a favor, 107 en contra i 23 abstencions). El mateix dia, vota el bandejament de Napoleó III i de la seva dinastia.
A continuació l'Assemblea pren mesures que resulten una provocació a ulls de les classes populars de París. El 6 de març, el general d'Aurelle de Paladines és anomenat comandant en cap de la Guàrdia nacional. El 10, l'Assemblea vota la fi de la moratòria dels lloguers i dels efectes de comerç: més de 150 000 parisencs queden amenaçats amb la possible expulsió, la fallida dels seus negocis i les persecucions judicials. El mateix dia, l'Assemblea escull Versalles com el seu lloc de reunió, on és preveu que s'instal·li el 20 de març. De facto París perd el seu paper de capital de França.
Per regular el «problema de París» abans de l'arribada de l'Assemblea, Thiers ordena la confiscació dels canons que es trobaven en mans dels parisencs. Aquesta ordre és l'espurna que provoca l'alçament del 18 de març de 1871, i el començament de la Comuna de París. Durant la Comuna, l'Assemblea rebutja totes les temptatives de conciliació dutes a terme pels alcaldes, els diputats i els francmaçons de París.

## Contradiccions a la majoria
La Setmana sagnant va suposar per l'Assemblea la fi de l'alternativa a la seva autoritat que suposava la Comuna. A partir de llavors els diputats es posen a tractar els diversos assumptes amb la idea de regular els problemes corrents i decidir del futur polític de França. Cal tornar a donar una estructura politico-administrativa clara i estable al país. Els notables són favorables a la descentralització, que els atorgaria una gran influència, però Thiers, més centralitzador, vol recolzar-se en els prefectes. A l'abril 1871, una nova llei preveu que els alcaldes (excepte a les grans urbs) seran elegits pels consells municipals i no nomenats pels prefectes, com ho eren fins llavors. L'agost, els consells generals veuen els seus poders ampliats.
El daltabaix de 1870 patit per l'exèrcit imperial fa necessària una reorganització militar. Per a un gran nombre de notables cal imitar el model prussià que ha demostrat la seva eficàcia. Són partidaris d'un servei obligatori curt amb una reserva d'homes important. Thiers, per contra, és favorable d'un servei llarg i no igualitari. La llei de 1872 manté, finalment, el sorteig entre els conscrits: els « mals números » (la meitat del contingent anual) realitzaran un servei de 5 anys (amb 4 anys suplementaris de reserva), els « bons números » es beneficien d'un servei d'entre 6 mesos fins a un any. Els diplomats (a partir de batxiller, tots fills de la burgesia i de l'aristocràcia) obtenen un servei voluntari d'un any, si avancen la crida i paguen el seu equipament. Les persones que sustenten una família, així com els professors i els eclesiàstics queden dispensats de prestar el servei militar.
Des de juny 1871, l'Assemblea anul·la la llei d'exili que afectava a les antigues famílies regents dels Borbó i els Orleans. A les eleccions complementàries de juliol 1871, els 46 departaments que voten envien a l'assemblea 100 republicans i només 12 monàrquics.
L'Assemblea, per aquestes dates, començava a constituir-se en grups, d'esquerra a la dreta :
- a l'extrema esquerra : els radicals com Émile Littré o Georges Clemenceau;
- a l'esquerra :
  - la Unió republicana de Léon Gambetta,
  - l'esquerra republicana : Jules Favre, Jules Ferry, Jules Grévy i Jules Simon;
- al centre :
  - el centre-esquerre : republicans-conservadors i conservadors republicans, pròxims a Thiers (Auguste Casimir-Perier, Rémusat, Dufaure, Émile de Marcère, Rivet...),
  - el grup al voltant de Nicolas Changarnier,
  - el grup, centrista, al voltant de Paul Target (a partir de 1873),
  - el centre-dreta: els orleanistes, que no accepten a «comte de Chambord» per la seva postura respecte a la bandera nacional, liderats pel duc de Broglie i el duc Decazes.
- a la dreta :
  - els «chevau-légers» – es reunien al Passage des chevau-légers a Versalles – són légitimistes, partidaris del comte de Chambord i de la seva política de recuperació de la bandera blanca dels borbons com a bandera oficial, liderats pel duc d'Audiffret-Pasquier,
  - el partit ultramontà de monsenyor Dupanloup, bisbe d'Orléans.

La majoria «rural» ràpidament va comprovar que el país no li era tant favorable com es creia, però, tot i això, conservava una enorme superioritat numèrica a l'assemblea. No obstant aquesta majoria és dividida en famílies. Un part de conservadors creien que una vegada la Comuna havia sigut aixafada, no calia buscar el conflicte amb les classes populars urbanes sobre l'assumpte la forma de l'estat. Eren partidaris d'una República, si aquesta última s'organitza de manera conservadora; aquesta era la postura, entre d'altres, de Thiers. Molts d'elles, d'esperit volterià i seguidors del gal·licanisme, veien negativament la progressió del catolicisme ultramontà i el suport que els légitimistes donaven a l'edicte anti-liberal Syllabus del papa Pius IX.
Els monàrquics també estaven dividits sobre la persona que havia d'ocupar el tron de França. Els légitimistes, ben implantats a les zones rurals de l'oest, eren partidaris d' «Enric V», el comte de Chambord, net del rei Carles X, que havia abdicat l'any 1830. Una part d'ells, el ultramontans, sostenien la preeminència del dret del sobirà i eren nostàlgics de l'organització social de l'Antic Règim. Una altra part s'apropava als partidaris de Lluís Felip d'Orleans, comte de París, net del rei Lluís Felip I. Aquests últims, relacionats amb la gran burgesia, acceptaven la igualtat civil, el parlamentarisme i eren més aviat catòlics liberals; el seu líder era el duc Albert de Broglie. Mentre que l'assemblea és favorable a la restauració de la reialesa, el «comte de Chambord» fa, el 5 de juliol de 1871, una declaració dita «de la bandera blanca» (com bandera nacional), que xoca les orleanistes (partidistes de la bandera tricolor) i arruïna l'esperança d'un ràpid restabliment de la monarquia.
Amb la voluntat de guanyar temps, monàrquics aconsegueixen fer caure el govern de Thiers el mes de maig de 1873. El polític va ser abandonat per una part dels seus suports que observaven amb intranquil·litat la seva posició cada vegada més republicana i els progressos electorals dels republicans. Per reemplaçar-lo queda escollit com «cap del poder executiu» el mariscal Mac-Mahon, que ha d'ocupar la plaça tot esperant la restauració de la monarquia. Sembla que s'arriba a un acord quan el comte de París accepta la preeminència del «comte de Chambord», que no té descendents, tot esperant que se'l designi com a hereu. El 23 d'octubre de 1873, però, el «comte de Chambord» manté la seva exigència d'imposar la bandera blanca borbònica com ensenya nacional. La restauració monàrquica no pot dur-se a terme mentre el pretendent legitimista sigui viu o bé canviï d'opinió. Esperant nous esdeveniments, l'assemblea vota al novembre el mandat de set anys del general Mac-Mahon com a president provisional.

## El govern de l' «Ordre moral»
Els progressos dels republicans inquietaven als conservadors. El món rural havia canviat de posició política. La por d'una tornada a l'Antic Règim i als seus privilegis si la reialesa era restablerta preocupava els pagesos. En canvi, desposseïda d'idees socialment revolucionàries des de l'aixafament de la Comuna de París, la República, tal com la personificava Gambetta a qui s'anomena el «representant-viatger de la República», era tranquil·litzadora. A les eleccions municipals de 1874, l'embranzida republicana fou clara.
Per fer-hi front, les forces conservadors sota la direcció d'Albert de Broglie imposen una política d' «Ordre moral» (l'expressió prové del missatge presidencial del nou president Mac-Mahon, el 26 de maig de 1873). Era un intent de tornar a donar visibilitat i influència a la religió catòlica. Del 27 al 28 de maig, una cinquantena de diputats participen al pelegrinatge de Notre-Dame a Chartres. D'altres peregrinen, també, a la Salette, a Lourdes o a Paray-le-Monial. El 24 de juliol de 1873 una llei decideix la construcció de la basílica del Sacré Coeur, a Montmartre. El 12 de juliol de 1875, l'assemblea vota la llibertat de l'Ensenyament superior, demanada amb insistència pels catòlics.
Els conservadors volen també emmordassar l'oposició republicana. La paraula "República" desapareix dels actes oficials, la celebració del 14 de juliol queda prohibida. El govern desplaça o reemplaça prefectes i magistrats per substituir-los per aquells que li són fidels. La premsa queda estretament vigilada, a les urbs controlada sota el règim del «estat de setge». El 20 de gener de 1874, una llei permet als prefectes de reemplaçar els alcaldes republicans per partidaris de l'Ordre moral. Tanmateix, Broglie, que no aconsegueix que s'accepti el seu projecte d'un Gran Consell (assemblea de notables), ha de dimitir el 16 de maig de 1874. Els seus successors Ernest Courtot de Cissey i Louis Bufet prossegueixen de forma desigual els objectius polítics de la facció monàrquica conservadora.

## Les lleis constitucionals de 1875
Sota la pressió de Thiers, preocupat per estabilitzar el règim conservador, una comissió de trenta diputats fou creada el 28 de novembre de 1872, per redactar una constitució. Les incerteses sobre la restauració monàrquica, però, condicionen treballs d'aquesta comissió. La impossibilitat d'una restauració ràpida permet l'acostament dels orleanistes i dels republicans moderats. Aquests últims accepten la creació d'una alta assemblea, el Senat, què fins llavors rebutjaven, sempre que el règim republicà sigui finalment implementat. El 30 de gener de 1875, l'esmena presentada pel diputat Wallon constitucionalitza el fet que França és una República. El 24 de febrer una llei constitucional organitza el Senat, el dia 25 de febrer s'acorda l'estructura dels poders públics, i el 16 de juliol de 1875 es determinen les relacions entre els diversos poder públics. Aquestes tres lleis formen configuren el que es considera, impròpiament, la Constitució de la tercera República francesa.
Els conservadors creien que podien controlar el règim que havien construït. El president de la República quedarà elegit per un període de set anys i exercia, amb unes àmplies atribucions, el poder executiu. Així, podia nomenar els ministres, dirigir l'exèrcit, negociar i ratificar tractats internacionals, i compartia, amb les dues cambres legislatives, la iniciativa de redactar les lleis. El president podia dissoldre la Cambra dels diputats després de l'aprovació del Senat. No era responsable, excepte en cas d'alta traïció. Es va estructurar un poder executiu fort.
El poder legislatiu el compartien les dues assemblees. La Cambra dels diputats s'escollia per sufragi universal masculí i per un període de quatre anys. El Senat quedava compost per 300 senadors, 75 dels quals eren inamovibles i van ser elegits per l'Assemblea nacional electa l'any 1871, de majoria monàrquica. Els 225 altres senadors eren escollits a cada departament per un col·legi format pels diputats, els consellers generals i de districte i pels delegats municipals a raó d'un delegat per municipalitat, primant enormement els petits municipis on la influència dels notables era forta. El Senat podia transformar-se en Alta-Cort de Justícia per jutjar el president o els ministres, sobre acusació que acordés la Cambra dels diputats Les dues assemblees votaven, a igualtat, les lleis i el pressupost, tenien el dret d'iniciativa de les lleis i els ministres són solidàriament responsables davant elles. Reunits per formar l'Assemblea nacional, diputats i senadors podien votar una revisió de la Constitució (els conservadors esperaven, d'aquesta manera, el moment adequat per restablir la monarquia.
Havent pres, d'aquesta manera, les precaucions considerades necessàries per consolidar el nou règim, l'assemblea electa l'any 1871, es dissol el 31 de desembre de 1875